# 0577
0577 è il prefisso telefonico del distretto di Siena, appartenente al compartimento di Firenze.
Il distretto comprende gran parte  della provincia di Siena. Confina a est con il distretto di Arezzo (0575), a sud-est di Chianciano Terme (0578), a sud di Orvieto (0763), a ovest di Grosseto (0564), di Follonica (0566) e di Volterra (0588), a nord di Empoli (0571) e di Firenze (055).

## Aree locali e comuni
Il distretto di Siena comprende 28 comuni suddivisi nelle quattro aree locali di Abbadia San Salvatore (ex settori di Abbadia San Salvatore, Buonconvento e Castiglione d'Orcia), Poggibonsi, Siena (ex settori di Chiusdino, Radda in Chianti e Siena) e Sinalunga (ex settori di Asciano e Sinalunga). I comuni compresi nel distretto sono: Abbadia San Salvatore, Asciano, Buonconvento, Casole d'Elsa, Castellina in Chianti, Castelnuovo Berardenga, Castiglione d'Orcia, Chiusdino, Colle di Val d'Elsa, Gaiole in Chianti, Montalcino, Monteriggioni, Monteroni d'Arbia, Monticiano, Murlo, Piancastagnaio, Poggibonsi, Radda in Chianti, Radicondoli, Rapolano Terme, San Gimignano, San Giovanni d'Asso, San Quirico d'Orcia, Siena, Sinalunga, Sovicille, Torrita di Siena e Trequanda.